# Stoked
Die Fernsehserie Stoked ist eine kanadische Surfer-Comedy-Zeichentrickserie. 

## Handlung
Die drei Teenager Reef, Fin und Emma haben Ferienjobs im beliebten Nobelhotel „Ridgemount Surfers Paradise Resort & Spa“ und freuen sich auf einen Sommer voller Surfen, Strand und Meer. Aber es kommt nicht so, wie die drei sich das vorgestellt haben. Sie werden vom nervigen Hotelmanager Baumer (Spitzname Bummer) herumkommandiert. Reef arbeitet als Surflehrer, Fin als Zimmermädchen und Emma muss im Themenrestaurant „Pirates“ arbeiten. Im Hotel treffen sie auf Lo, Johnny und Broseph und werden Freunde. Lo ist die Tochter des Hotelbesitzers und Broseph macht auch einen Ferienjob. Lo wird aufgrund einer, aus den Rudern gelaufenen, Party aus dem Penthouse verbannt und muss als Kellnerin im „Pirates“ arbeiten. Reef ist heimlich in Fin verliebt und versucht deshalb immer, sie mit Angebereien über seine Surfkünste zu beeindrucken. Doch dann kommen er und Lo zusammen und Los Vater ist Reef ein Dorn im Auge. Reef schafft es aber, dem immerzu seltsam gelaunten Hotelbesitzer zu gefallen. Am Ende der Serie trennen sich Reef und Lo und Fin nutzt ihre Chance Reef zu zeigen wie sie zu ihren Gefühlen steht und küsst ihn.

## Figuren und  deutsche Sprecher
- Reef von  Max von Stengel
- Emma  von Julia Casper
- Fin  von Stephanie Kirchberger
- Lo  von  Dorothee Sturz
- Broseph von Daniel Welbat

## Produktion und Veröffentlichung
Produziert wurde die Serie von Fresh TV Inc. von Jennifer Pertsch (Buch) und Tom McGillis. Die Länge der einzelnen Folgen beträgt 15 Minuten, die 1. Staffel hatte 26 Folgen. Laut eigenen Angaben ist die Serie für die Altersgruppe 10–15 Jahre geeignet.
Die Premiere hatte sie auf Teletoon in Kanada am 25. Juni 2009. In den USA läuft sie auf Cartoon Network. Stoked wurde im deutschen Fernsehen erstmals im Jahr 2011 auf KIKA ausgestrahlt. Seitdem wird die Serie regelmäßig im Sommer wiederholt.